# Gary Johnson
Gary Johnson (ur. 1 stycznia 1953 w Minot w Dakocie Północnej) – amerykański polityk, biznesmen, były gubernator stanu Nowy Meksyk (1995–2003) z ramienia Partii Republikańskiej. Od 2011 roku w Partii Libertariańskiej, z jej ramienia dwukrotny kandydat w wyborach prezydenckich, w 2012 i 2016 roku.

## Życiorys
Urodził się w 1953 roku, jako syn nauczyciela Earla W. Johnsona oraz Lorraine Johnson, która pracowała w Biurze do spraw Indian. Jego dziadkowie od strony matki byli Rosjanami, dziadek od strony ojca był Duńczykiem, a babcia Norweżką. Uczęszczał do Sandia High School. Ukończył politologię na University of New Mexico.
Nim ukończył studia, pracował jako majster. Wykonywał różnego rodzaju prace, od prostych zleceń hydraulicznych, poprzez przemodelowywanie, po prace konstrukcyjne. Wczesny sukces zachęcił go do założenia własnego biznesu, co uczynił w 1976 roku, niedługo po skończeniu studiów. Firma o nazwie Big J Enterprises odniosła sukces, kiedy Gary Johnson wywalczył kontrakt z firmą Intel na rozwój ich fabrycznej infrastruktury w Rio Rancho w hrabstwie Sandoval. Przedsiębiorstwo do roku 1998, w którym Gary Johnson je sprzedał, zatrudniało ponad 1000 pracowników i świadczyło usługi takim firmom jak Honeywell czy Sandia National Laboratories.

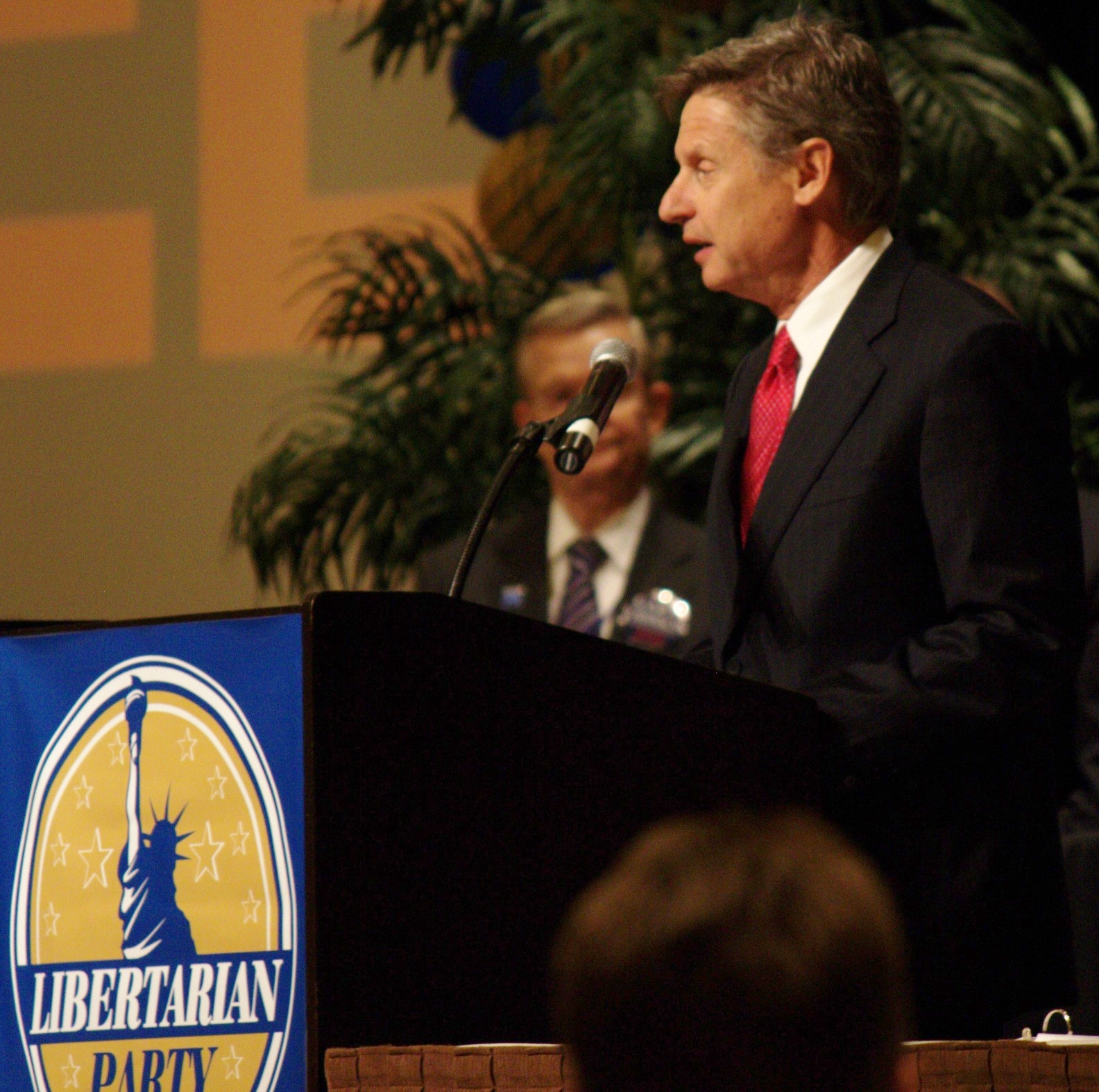
Gary Johnson podczas 2012 Libertarian National Convention

Dwukrotnie wygrał wybory na gubernatora stanu Nowy Meksyk. W 1994 roku, startując z ramienia Republikanów pokonał gubernatora Bruce’a Kinga – demokratę (39,92%), oraz Roberta Mondragóna, kandydata Zielonych (11%). Zdobył 232 945 głosów (49,8%). W pierwszych sześciu miesiącach urzędowania zawetował 200 z 424 ustaw (prawie 48% – ogólnokrajowy rekord). Podczas pierwszej kadencji zlikwidował 1200 stanowisk w administracji państwowej, ograniczył wydatki budżetowe i obniżył podatki.
Jest przeciwnikiem większości spośród istniejących podatków, Patriot Act, pomocy społecznej i dotacji dla przedsiębiorstw oraz innych państw. Opowiada się za maksymalnym ograniczeniem wydatków publicznych, pełną prywatyzacją wszystkich dziedzin gospodarki, pełnym i swobodnym dostępem do broni palnej, prawem do aborcji, małżeństwami homoseksualnymi, legalizacją marihuany i amnestią dla nielegalnych imigrantów.
W 1998 roku został ponownie wybrany z ramienia Republikanów. Tym razem zdobył 271 948 głosów (55%), pokonując demokratę Martina Chaveza (45%). W czasie swojej kadencji odrzucił w sumie 750 ustaw, które miały w jego ocenie skutkować zbędnymi wydatkami. Jego polityka doprowadziła do pozostawienia na koniec jego urzędowania w budżecie stanu nadwyżki w wysokości 1 mld dolarów.
28 grudnia 2011 roku, porzucając Partię Republikańską, zgłosił swoją kandydaturę do prezydenckiej nominacji z ramienia Partii Libertariańskiej. Na konwencji partyjnej uzyskał nominację, otrzymawszy 419 głosów. Na drugim miejscu znalazł się R. Lee Wrights ze 152 głosami. W czasie wyborów prezydenckich zdobył 1 275 923 głosy (0,99%). U jego boku kandydatem na wiceprezydenta był James P. Gray.
29 maja 2016 roku, podczas konwencji w Orlando, ponownie otrzymał prezydencką nominację Partii Libertariańskiej, uzyskując 55,8% głosów w drugim głosowaniu. W wyborach powszechnych uzyskał 4 489 235 głosów wyborców (3,3%), głównie osób z najmłodszych grup wiekowych.
Kandydował w wyborach do Senatu w 2018 z ramienia Partii Libertariańskiej. Zdobył 15,4% głosów, przegrywając z kandydatem demokratów Martinem Heinrichem.

## Życie prywatne
W 1977 roku ożenił się z Denise Simms, z którą ma dwójkę dzieci – córkę Leah oraz syna Erika, obecnie dorosłych. W 2005 Johnson wystąpił o rozwód. Denise Simms zmarła niespodziewanie 22 grudnia 2006 w wyniku choroby serca.
Jest luteraninem.

## Publikacje
- Seven Principles of Good Government (Silver Lake Publishing, 2012)[17]